# Muca Copatarica
Muca Copatarica je najbolj znana in priljubljena med pravljicami, ki jih je napisala Ela Peroci in ki je z ilustracijami Ančke Gošnik Godec prvič izšla leta 1957. Doma in na tujem je bila večkrat tudi uprizorjena kot lutkovna igrica. Tako kot druge njene pravljice, tudi ta pripoveduje o vsakdanjih stvareh, ki gredo rade neopazno mimo nas, pisateljica pa jih z močjo besede osvetli in pokaže, da so pomembne v otrokovem doživljanju sveta.

## Vsebina
Janez, Špela, Tine, Tonka in drugi otroci iz Male vasi nekega jutra ne najdejo svojih copat. Zvečer jih niso pospravili, zato jih je odnesla muca. Otroci se bosi odpravijo v gozd, da bi jo poiskali. Sredi gozda nato le najdejo belo hišico z rdečo streho, na vratih pa je pisalo muca Copatarica. Ko so potrkali na vrata, jih je muca povabila v hišo. Tam je vladal strog red. Copati so bili v ravni vrsti zloženi na polico, ti pa so bili oprani in zakrpani. Tako so otroci zadovoljni našli svoje copate in se odpravili domov.

## Izdaje
- Peroci, Ela. Muca Copatarica, 1957
- Peroci, Ela. Muca Copatarica, 1965
- Peroci, Ela. Muca Copatarica, 1966
- Peroci, Ela. Muca Copatarica, 1970
- Peroci, Ela. Muca Copatarica, 1975
- Peroci, Ela. Muca Copatarica, 1982
- Peroci, Ela. Muca Copatarica, 1983
- Peroci, Ela. Muca Copatarica, 1988
- Peroci, Ela. Muca Copatarica, 1994
- Peroci, Ela. Muca Copatarica, 1998
- Peroci, Ela. Muca Copatarica, 1997
- Peroci, Ela. Muca Copatarica, 2000
- Peroci, Ela. Muca Copatarica, 2001
- Peroci, Ela. Muca Copatarica, 2003
- Peroci, Ela. Muca Copatarica, 2005
- Peroci, Ela. Muca Copatarica, 2007